# Вітер На-Дії
«Ві́тер На-Ді́ї» — всеукраїнський фестиваль молоді, ініційований Комісією у справах молоді Української Греко-Католицької Церкви. Захід заплановано як щорічний з'їзд молоді УГКЦ та всіх молодих людей, які прагнуть долучитися до Єдиного Молодіжного Простору.

## Ідея «Вітру На-Дії»
Наприкінці 2013 року отець Ростислав Пендюк, Голова Комісії у справах молоді УГКЦ, у розмові з учасниками християнського гурту «Кана» викристалізував ідею фестивалю, на який би з'їхалася молодь з усієї України . Основою такого фестивалю мала стати духовно-пісенна програма, а також сама зустріч молоді. Обов'язковими елементами заходу мали стати проживання молоді у сім'ях та на парафіях міста, ознайомлення із самим містом та дводенне перебування на спільній території з такими основними активностями: "Відкритий університет", духовний майданчик, майстерні, духовно-концертна програма на сцені.

## Історія назви
Впродовж приготувань до події на одному з зібрань оргкомітету, під впливом однойменної ідеї отця Андрія Зелінського  [Архівовано 24 липня 2014 у Wayback Machine.], з'явилася назва «Простір На-Дії». Дефіс у назві показує, що «На-Дії» — це гра слів: з одного боку вона вказує на «надію», з іншого — «на дію» замість пасивного спостерігання чи нарікання на те, що відбувається довкола. 31 березня 2014 року на запрошення отця Ростислава Пендюка в приміщенні Українського Католицького Університету відбулася зустріч молоді для спільного обдумування назви фестивалю . В результаті голосування було обрано абревіатуру ВІТЕР, яка розшифровується як «Вільні, Ініціативні, Творчі, Енергійні та Радісні». У синтезі з попередньою версією назви сформувалася остаточна: «Вітер На-Дії» (Фестиваль Вільних, Ініціативних, Творчих, Енергійних та Радісних молодих людей).

## Вітер На-Дії— 2014
І-й Всеукраїнський фестиваль молоді «Вітер На-Дії» відбувся 10-13 липня 2014 року у Львові. Його організаторами стали Комісія у справах молоді УГКЦ, Львівська Міська Рада, Львівська обласна державна адміністрація, Український Католицький Університет, Комісія у справах молоді Львівської Архиєпархії, Львівська Духовна Семінарія Святого Духа.
Гостей приймали 7 львівських парафій УГКЦ: Храм Свв. Володимира і Ольги (вул. Василя Симоненка, 5), Храм Всіх святих українського народу (вул. Симона Петлюри, 32), Храм Пресвятої Богородиці Володарки України (вул. Новознесенська, 34), Церква Святих мучениць Віри, Надії, Любові та їх матері Софії (вул. Івана Миколайчука), Церква Святого Луїджі Оріоне (вул. Авраама Лінкольна, 12), Храм Ольги і Єлизавети (пл. Кропивницького, 1), Церква Різдва Пресвятої Богородиці (просп. Червоної Калини,70)  [Архівовано 27 липня 2014 у Wayback Machine.]
Перший «Вітер На-Дії» відвідали понад 600 учасників з різних міст України  [Архівовано 23 липня 2014 у Wayback Machine.].

### Почесні гості З'їзду «Вітер На-Дії»— 2014
- Андрій Садовий, мер Львова  [Архівовано 2 грудня 2015 у Wayback Machine.]

- Владика Венедикт (Алексійчук), єпископ-помічник Львівської архиєпархії УГКЦ]  [Архівовано 2 грудня 2015 у Wayback Machine.]

## Вітер На-Дії— 2015
ІІ-й Всеукраїнський фестиваль молоді «Вітер На-Дії» заплановано на 23-26 липня 2015 року у Львові .

## Вітер На-Дії в інших містах
На запитання ведучої Тернопільського телебачення, чи планується колись робити «Вітер На-Дії» у Тернополі, отець Орест Павліський, Голова Комісії у справах молоді Тернопільсько-Зборівської архиєпархії, відповів: «Тернопіль є готовий… прийняти і зорганізувати так само такий фестиваль…, але нехай поки що Львів принаймні зо 2-3 роки зробить підряд, — ми тоді вже зможемо перейняти досвід»  [Архівовано 2 грудня 2015 у Wayback Machine.].